# Cartoblatta sinuata
Cartoblatta sinuata är en kackerlacksart som först beskrevs av Brunner von Wattenwyl 1893.  Cartoblatta sinuata ingår i släktet Cartoblatta och familjen storkackerlackor. Inga underarter finns listade.